# ۶٬۲-دی‌هیدروکسی‌پیریدین
۶،۲-دی‌هیدروکسی‌پیریدین (به انگلیسی: 2,6-Dihydroxypyridine) یک ترکیب شیمیایی با شناسه پاب‌کم ۶۹۳۷۱ است. شکل ظاهری این ترکیب، بلورین بی‌رنگ است.